# BDC '90
BDC '90 (voluit Break Out-DES Combinatie '90) is een handbalvereniging uit de gemeente Landgraaf. De club is opgericht in 1990 door een fusie tussen Break-Out uit Schaesberg en DES uit Ubach over Worms.

## Geschiedenis
Reeds sinds plusminus 1970 werd er in de vroegere Oostelijke mijnstreek gehandbald. De toenmalige kleine gemeenten Schaesberg en Ubach over Worms hadden beide hun eigen vereniging, die elkaar op sportief vlak, maar in de verenigingspolitiek, niet altijd goed gezind waren. De gemeentelijke herindeling van Zuid-Limburg liet de beide gemeenten samen met Nieuwenhagen opgaan in de nieuwe gemeente Landgraaf. Wat op politiek gebied echter met een handtekening werd gerealiseerd had ook hier in de hoofden van de mensen tien jaar nodig om te rijpen. Zo verging het ook de handbalclubs. Door de terugloop van het aantal leden van de ene vereniging en het vrijwel kaderloos worden van de andere club leek een fusie de enige oplossing om de sport handbal voor dit gebied te behouden. Oude controversies en rivaliteit werd, na een aantal roerige fusievergaderingen aan de kant gezet en onder leiding van een energiek bestuur werd in 1990 begonnen aan de opbouw van de nieuwe club: BDC'90 (Break Out - Des Ub Combinatie, opgericht in '90). De sponsor van de ene club, garagebedrijf G.J. Kempen BV, zag de fusie wel zitten en was bereid zijn naam te koppelen aan de nieuwe vereniging, zodat vanaf 1 juni 1990 officieel de naam Kempen/BDC'90 werd gevoerd.
De eerste jaren waren heel moeilijk voor de net-opgerichte club. De cultuurshock die een dergelijke fusie ook hier teweegbracht liet flinke sporen na in het ledenbestand dat in drie jaar tijd van 240 terugliep naar 130. De mensen die bleven, waren echter enthousiast en wilden koste wat kost een gezonde club op de been krijgen. Twee jaar stabiliseerde het ledental en toen werd Marcel Latten, ooit spelend bij toenmalig landskampioen V&L, aangetrokken als trainer van het eerste herenteam. Latten zette zichzelf als doelstelling om niet alleen het eerste herenteam zo hoog mogelijk te brengen, ook introduceerde hij ook de wervingen op de basisscholen via spellenmiddagen (groep 3 en 4), handbalprobeerdagen (groep 5 en 6) en schoolkampioenschappen (groep 7 en 8). Door met enthousiasme zijn verhaal in de klassen te gaan vertellen wist hij overvolle sporthallen te trekken, en vooral de jeugdsectie van BDC'90 groeide. BDC'90 boog met deze acties de negatieve ledenspiraal om en telde binnen tien jaar weer zo'n 190 handballers.

### Heren
Bij de fusie speelde het eerste team in de eerste afdelingsklasse. In 1994 promoveerde het eerste herenteam naar het landelijk niveau (derde divisie) en rond 1996 wisten de heren op te klimmen tot de tweede divisie, waar het team tot 2000 verbleef. In de eerste helft van seizoen 1999/2000 was het team wekenlang koploper. Door een drietal missers echter, direct bij de start van de tweede helft, moest de club het kampioenschap aan Swift Helmond laten. Enkele weken na het verstrijken van de competitie bleek dat in de eerste divisie een team zich noodgedwongen moest terugtrekken. Hierdoor kwam er een extra plaats vrij en er werd een promotie-toernooi gespeeld om te bepalen wie er nog extra kon promoveren. Dit toernooi was op 14 mei in Utrecht, waarin de heren de eerste prijs wonnen: promotie naar de eerste divisie behaalden. De ploeg weet vijf seizoenen te spelen in de eerste divisie, en wist zelfs in het seizoen 2002/2003 bijna te promoveren naar de eredivisie. In het seizoen 2004/2005 degradeerde het team uit deze competitie. Sindsdien heeft het team dit niveau niet meer gehaald.
In het seizoen 2018/2019 wist het eerste team van BDC'90 tweede te worden in de tweede klasse, hierdoor promoveerde het team naar de eerste klasse. In het eerste seizoen in de eerste klasse behaalde de ploeg de elfde plek, dat eerder werd afgesloten vanwege de coronacrisis.

## Resultaten
Heren (1995 - 2021)
- 1995 6e
Derde divisie D
- 1996 2e
Derde divisie D
- 1997
- 1998
- 1999 9e
Tweede divisie B
- 2000 2e
Tweede divisie B
- 2001 9e
Eerste divisie B
- 2002 3e
Eerste divisie B
- 2003 2e
Eerste divisie
- 2004 7e
Eerste divisie
- 2005 13e
Eerste divisie
- 2006 8e
Hoofdklasse B
- 2007
- 2008
- 2009
- 2010
- 2011
- 2012
- 2013
- 2014
- 2015
- 2016
- 2017
- 2018
- 2019 2e
Tweede klasse LB
- 2020 11e
Eerste klasse LB
- 2021
Eerste klasse LB
- 2022 12e
Eerste klasse LB
- 2023 5e
Tweede klasse LB

- Eerste divisie
- Tweede divisie
- Hoofdklasse
- Eerste klasse
- Tweede klasse